# Valabria
Valabria (łac. Dioecesis Valabriensis) – stolica starożytnej diecezji w Galicji wchodząca w skład metropolii Braga. Współcześnie w północno-zachodniej Hiszpanii, obecnie katolickie biskupstwo tytularne. 

## Biskupi
| Lp. | Biskup                          | Funkcja                                   | Od                   | Do                |
| --- | ------------------------------- | ----------------------------------------- | -------------------- | ----------------- |
| 1   | Lorenzo Michele Joseph Graziano | emerytowany biskup San Miguel (Salwador)  | 27 czerwca 1969      | 12 lutego 1976    |
| 2   | Aloysius Ambrozic               | biskup pomocniczy Toronto (Kanada)        | 26 marca 1976        | 22 maja 1986      |
| 3   | Martin Veillette                | biskup pomocniczy Trois Rivières (Kanada) | 17 października 1986 | 21 listopada 1996 |
| 4   | József Tamás                    | biskup pomocniczy Alba Iulia (Rumunia)    | 18 grudnia 1996      |                   |